# Рука мумії (фільм, 1940)
Рука мумії (англ. The Mummy's Hand) — американський пригодницький фільм жахів режисера Крісті Кебенна 1940 року. Сюжет цього фільму ніяк не перетинається з сюжетом Мумії (1932), тому не можна вважати «Руку мумії» продовженням цього фільму.

## Сюжет
Дія фільму починається в Давньому Єгипті, коли принц Харіс намагається повернути до життя свою кохану принцесу Ананку, використовуючи при цьому могутні заклинання. Це зробити йому не вдається — він спійманий і жорстоко покараний за таке святотатство — у священика вирвали язик, а самого його живцем поховали, зробивши вічним охоронцем добре захованої могили Ананки.
Потім дія стрічки переноситься в XX століття. Археологи дізнаються про таємничу гробницю — у Стівена Баннінга і Бейба Дженсона є неспростовні докази існування цієї гробниці, але немає грошей для ведення розкопок. Про знахідку археологів також дізнається Андохеб. Зараз він працює в музеї Каїра, але насправді є таємним послідовником древніх жерців і спадкоємцем їхніх таємниць.
Шукачі гробниці знаходять на каїрському базарі старовинну вазу, яка, як виявляється, є також і таємничою картою. До експедиції приєднується фокусник Солвані разом зі своєю дочкою Мартою. У результаті вчені все-таки знаходять гробницю, однак там похована не принцеса, а чоловік. Несподівано на місці розкопок з'являється Андохеб, який оживляє мумію. В результаті Харіс вбиває одного з учасників експедиції. Далі він приходить до табору і робить там погром, а також викрадає Марту. Дівчина опиняється в храмі, де Андохеб збирається провести над нею і собою ритуал, що дає безсмертя.
Бейбу вдається вбити Андохеба, однак після смерті жерця Харіс зовсім виходить з-під контролю. Тим не менш вченим вдається знищити запаси зілля, яке оживляє мумію, а самого Харіса спалюють. У фінальній сцені дослідники отримують телеграму про призначення Баннінга директором археологічного музею в США.

## У ролях
- Дік Форан — Стів Баннінг
- Пеґґі Моран — Марта Солвані
- Воллес Форд — Бейб Джонсон
- Едуардо Цианеллі — первосвященик
- Сесіл Келлавей — Тім Солвані
- Чарльз Тровбрідж — доктор Петрі з каїрського музею
- Том Тайлер — Мумія
- Джордж Зукко — професор Андохеб